# Adiciones para hormigón
Las adiciones para hormigón (concreto) son materiales de naturaleza inorgánica que destacan por sus características puzolánicas o hidráulicas; finamente molidos, pueden ser añadidos al hormigón a fin de mejorar sus propiedades o dotarlo de especiales características.

## Normativa
La Instrucción Española del Hormigón Estructural vigente (EHE) recoge solamente el uso de cenizas volantes o humo de sílice, y únicamente en cementos del tipo CEM I. Además, se restringe el uso de cenizas volantes en hormigones.
Con la única excepción del humo de sílice, se prohíbe el uso de adiciones de cualquier tipo, y en particular, las cenizas volantes, como componentes del hormigón pretensado. Se podrán utilizar cenizas volantes o humo de sílice como adición en el momento de la fabricación del hormigón, únicamente cuando se utilice cemento tipo CEM I. En estructuras de edificación de hormigón pretensado la cantidad máxima de cenizas volantes adicionadas no excederá del 20% del peso de cemento, mientras que la cantidad máxima de humo de sílice adicionado no excederá del 10% del peso de cemento, en las de elementos no pretensados la cantidad máxima de cenizas volantes adicionadas no excederá del 35% del peso de cemento, mientras que la cantidad máxima de humo de sílice adicionado no excederá del 10% del peso de cemento, y en las edificaciones realizadas con hormigón de alta resistencia se permite la adición simultánea: humo de sílice + cenizas volantes siendo un 20% (siendo humo de sílice ≤10%). La cantidad mínima de cemento se especifica en EHE 37.3.2.
Las cenizas con alto contenido de óxido de calcio pueden originar problemas de expansión en el hormigón, y se recomienda extremar las precauciones y controles comprobando con frecuencia la finura de las cenizas y la expansión por el método de las agujas. Las prescripciones del articulado coinciden con la UNE EN 450:95. La UNE 83414:90 da recomendaciones para la adición de cenizas volantes a los hormigones fabricados con cementos tipo CEM I.

### Suministro y almacenamiento
Para las cenizas volantes o el humo de sílice suministrados a granel se emplearán equipos similares a los utilizados para el cemento, debiéndose almacenar en recipientes y silos impermeables que los protejan de la humedad y de la contaminación, los cuales estarán perfectamente identificados para evitar posibles errores de dosificación. El suministrador de la adición la identificará y garantizará documentalmente el cumplimiento de las características especificadas en EHE 29.2.1 o 29.2.2, según que la adición empleada sea ceniza volante o humo de sílice.